# Pariana (Italië)
Pariana is een plaats (frazione) in de Italiaanse gemeente Massa.